# دانیل استریگل
دانیل استریگل (انگلیسی: Daniel Strigel؛ زادهٔ ۱۳ فوریهٔ ۱۹۷۵) ورزشکار شمشیربازی اهل آلمان است.
وی در مسابقات کشوری و بین‌المللی در مجموع برندهٔ ۱ مدال برنز شده‌است.